# Alfred Tooming
Alfred Tooming (bis zur Estnisierung der Familiennamen 1935 Alfred Toming; * 22. Junijul. / 5. Juli 1907greg. auf dem Hof Idu, Dorf Ülejõe, Gemeinde Anija, Kreis Harju, Estland; † 5. Oktober 1977 in Tallinn) war ein evangelisch-lutherischer estnischer Geistlicher. Tooming war von 1967 bis 1977 Erzbischof der Estnischen Evangelisch-Lutherischen Kirche (EELK).

## Leben
Alfred Tooming wurde als siebtes von insgesamt neun Kindern eines Landwirts geboren. Er besuchte die Schule in Kehra, bevor er 1919 auf das Gymnasium nach Tallinn wechselte.
Alfred Tooming studierte von 1927 bis 1932 Theologie an der Universität Tartu. Von 1935 bis 1941 und von 1945 bis 1949 war er Pastor der evangelisch-lutherischen Kirchengemeinde in Harju-Jaani (deutsch Sankt Johannis) sowie von 1946 bis 1949 der Gemeinde von Jõelähtme (Jegelecht). Von Juli 1941 bis November 1945 musste er während des Zweiten Weltkriegs Militärdienst in der Roten Armee leisten.
Von 1949 bis 1967 leitete Tooming die Paulus-Gemeinde in Viljandi (Fellin) und von 1949 bis 1952 die dortige Johannes-Gemeinde. Von 1949 bis 1967 war Tooming Propst von Viljandi. Von 1954 bis 1967 war er außerdem Assessor des Konsistoriums der Estnischen Evangelisch-Lutherischen Kirche (Eesti Evangeelne Luterlik Kirik, EELK). Er war Mitglied der Christlichen Friedenskonferenz (CFK), an deren IV. Allchristlicher Friedensversammlung er sich 1971 in Prag beteiligte.
Von 1967 bis zu seinem Tod 1977 war Tooming als Nachfolger von Jaan Kiivit senior (1906–1971) Erzbischof der EELK (Eesti Evangeelne Luterlik Kirik, EELK). 1968 veröffentlichte das Konsistorium der EELK ein Dokument, in dem es den Einmarsch der Truppen des Warschauer Pakts zur Niederschlagung des Prager Frühlings guthieß. Sein Nachfolger im Amt des Erzbischofs wurde Edgar Hark. Alfred Tooming liegt auf dem Waldfriedhof (metsakalmistu) in Tallinn begraben.

## Privatleben
Alfred Tooming heiratete 1935 die Estin Senta Kikerpill (1912–1982). Das Paar hatte vier Kinder.